# Class 13
De Class 13 is in 1965 ontstaan uit een behoefte aan rangeercapaciteit voor rangeerterrein in Tinsley en het destijds nieuwe Tinsley Motive Power Depot (TMD). Dit werd bereikt door twee Class 08 machines permanent te koppelen en van één de cabine te verwijderen. De beide delen werden verzwaard om de trekkracht te vergroten.
Aanvankelijk werden de twee cabinezijden aan elkaar gekoppeld later bleek het handiger om de voorzijde van de bestuurde loc te koppelen aan de cabinezijde van de andere. Grotere locomotieven met één chasis konden niet worden gebruikt omdat die zouden vastlopen op de rangeerheuvel.

## Overzicht
De volgende drie paren werden gevormd:
- D4190 met cabine en D4189 zonder cabine vormden D4501, later 13001
- D4187 met cabine en D3697 zonder cabine vormden D4502, later 13002
- D4188 met cabine en D3698 zonder cabine vormden D4500, later 13003

## Uitrangering
Door het einde van het heuvelen in Tinsley werd de class 13 overbodig. De unieke eigenschappen waren elders ook niet nodig zodat uitrangeren onvermijdelijk werd; De 13002 werd uitgerangeerd in 1983, terwijl de andere twee, samen met de sluiting van de rangeerheuvel in 1985, werden uitgerangeerd.
Van de class is er niet één behouden:
- 13001 is gesloopt bij BREL Swindon in mei 1985
- 13002 is gesloopt bij BREL Swindon in oktober 1983
- 13003 is gesloopt bij BREL Doncaster in september 1986